# シナモン・ガーデンズ
シナモン・ガーデンズ（シンハラ語: කුරුඳු වත්ත、タミル語: கறுவாத் தோட்டம்、英語: Cinnamon Gardens）は、スリランカの都市コロンボの一地域。市の中心フォート地区から南東に3kmほど離れた、市の南側中央付近に位置する。

## 概要
シナモン・ガーデンズの名称は、この地域にシナモンのプランテーションが存在したことに由来する。1789年当時、この地域には289エーカー (1.17 km2) ものシナモン農園が広がっていた。現代のこの地域は、首相官邸や独立記念広場、コロンボ市役所、コロンボ国立博物館、それに日本や各国の大使館が集まる一等地となっている。 Colombo Department of Meteorologyとその天文台もこの地区に立地している。

## 人口動態
シナモン・ガーデンズは多文化が共生する地域である。シンハラ人とタミル人が多数派であるが、その他バーガー人やスリランカ・ムーアといったマイノリティも居住している。宗教についても、仏教、ヒンドゥー教、イスラム教、キリスト教やその他様々なものが混在している。

## 施設
- SSCクリケット・グラウンド
- コロンボ・クリケット・クラブ・グラウンド
- コロンボ大学
- コロンボ・レースコース
- ロイヤル・カレッジ・コロンボ

## 画像

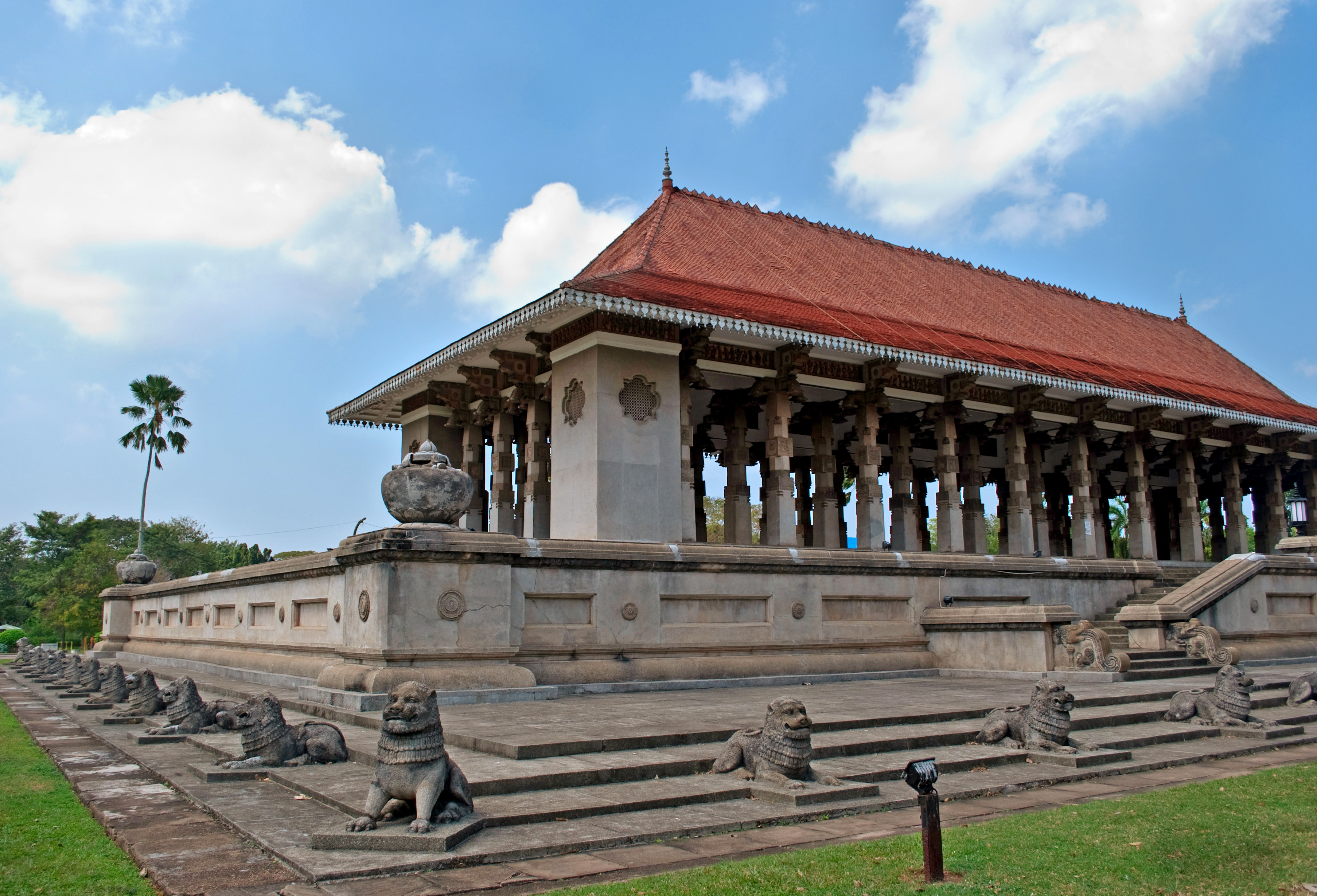
独立記念広場（英語版）
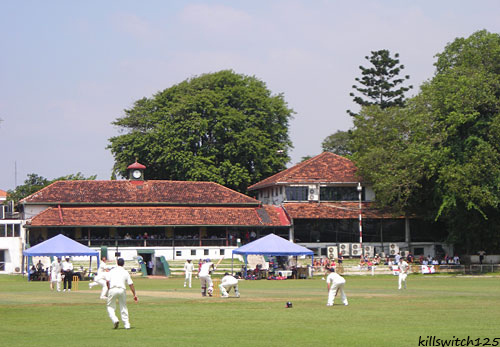
コロンボ・クリケット・クラブ・グラウンド
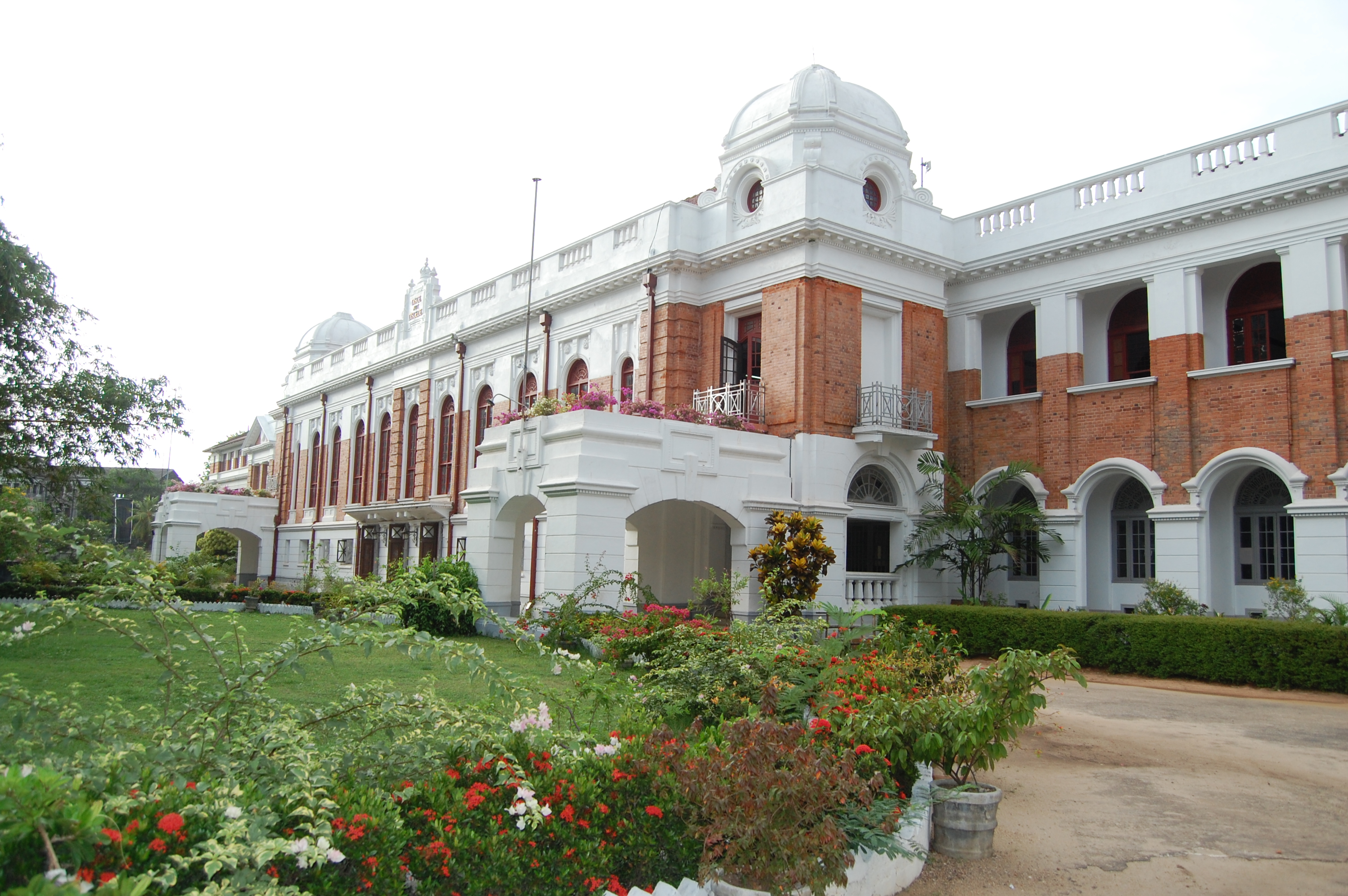
ロイヤル・カレッジ・コロンボ
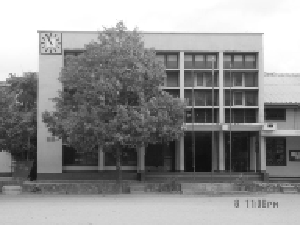
Thurstan College（英語版）
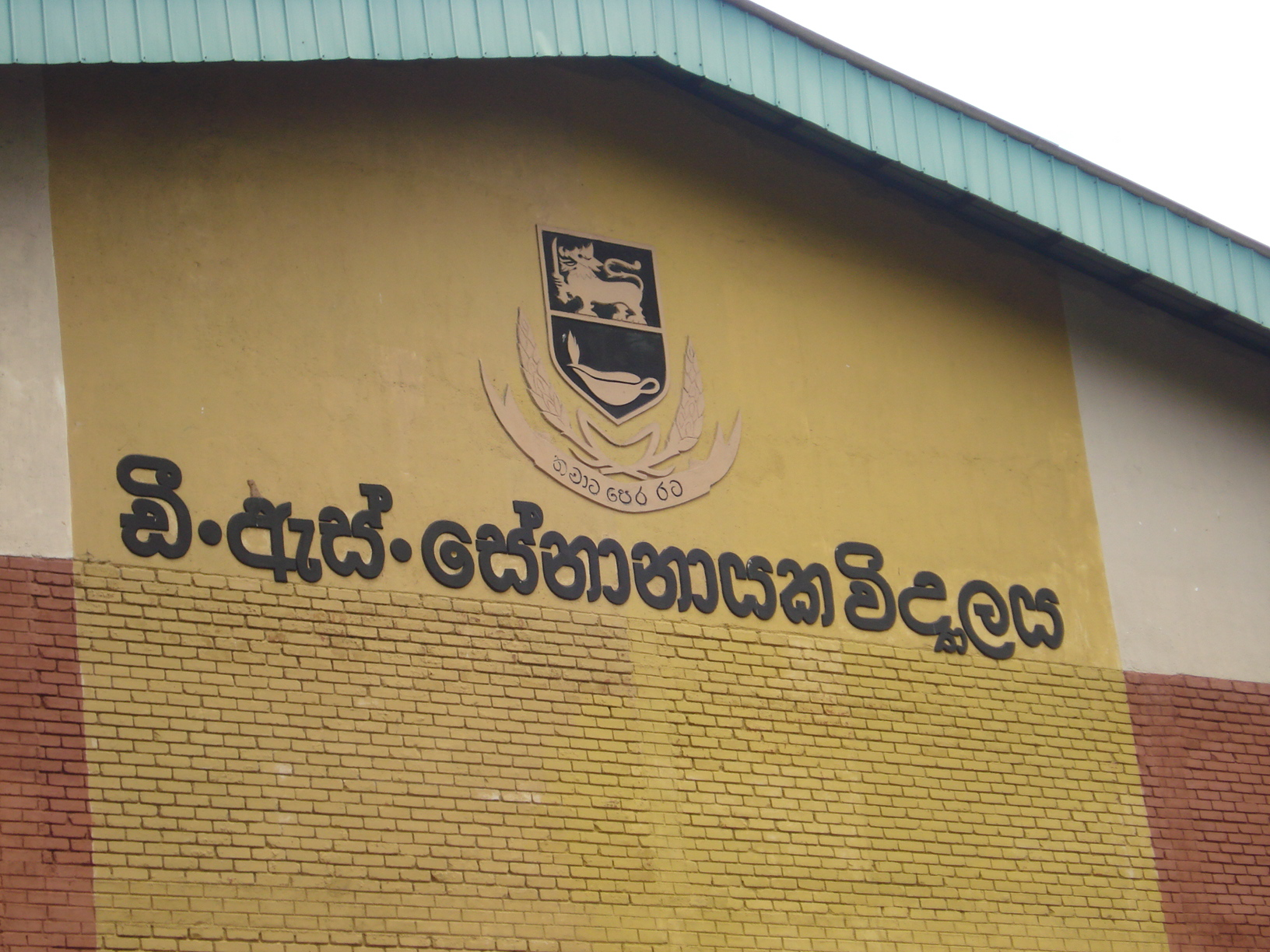
D.S.セーナーナーヤカ・カレッジ（英語版）